# William George Horner
William George Horner (Bristol, 1786 – Bath, 1837) è stato un matematico britannico, noto per la regola di Horner per valutare un polinomio.
Inventò  lo zootropio nel 1834.

## La vita
Il padre di William Horner, anch'egli di nome William, era Irlandese da dove, a partire dal 1770, viaggiò pregando. John Wesley, un fondatore del Metodismo, incoraggiò William Horner padre a raggiungere l'Inghilterra e ad associarsi alla Società Metodista come ministro. In questo periodo i Metodisti erano membri della Chiesa d'Inghilterra, con la quale la spaccatura avvenne più tardi nel 1795.
William figlio, fu educato alla Kingswood School di Bristol. All'età di soli 14 anni divenne assistente professore nel 1800 e professore quattro anni più tardi. Lasciò quindi la Kingswood School per fondarne una sua nel 1809; The Seminary ubicata in Grosvenor Place a Bath.

## Le opere
Horner è ricordato principalmente per il metodo, la regola di Horner, per risolvere le equazioni algebriche che Augustus De Morgan e altri gli attribuirono.
Pubblicò un articolo sul metodo il 1º luglio del 1819 sulla rivista Philosophical Transactions della Royal Society di Londra.
Ma Fuller 
fece notare che, contrariamente all'opinione di De Morgan, questo articolo non conteneva il metodo, che fu invece pubblicato da Horner solo nel 1830. Fuller scoprì che Theophilus Holdred, un orologiaio inglese, pubblicò il metodo in un articolo del 1820, e paragonò il plagio di Horner ad un vero e proprio ladrocinio.
Questa discussione è alquanto discutibile dal momento che il metodo fu anticipato nel XIX secolo in Europa da Paolo Ruffini (per il quale vinse la medaglia d'oro attribuita a chi avesse migliorato le soluzioni numeriche delle equazioni dalla Società Italiana per le Scienze Matematiche), ma è stato, in ogni caso, considerato da Zhu Shijie in Cina nel XIII secolo. Nel XIX e XX  secolo, il metodo di Horner ebbe ampia diffusione nei libri di testo Inglesi e Americani di Algebra. La ragione di questa fama è da ricercarsi nel fatto che De Morgan diede al nome e al metodo di Horner larga diffusione in molti dei suoi articoli.
Horner diede altri contributi alla matematica pubblicando una serie di lavori sulla trasformazione e sulla risoluzione delle equazioni algebriche; egli inoltre applicò tecniche simili per la risoluzione delle equazioni funzionali. 
Di un certo valore è la soluzione che diede a quello che è noto come il “teorema della farfalla” che apparve nella rivista The Gentleman's Diary del 1815.
Il problema è il seguente: se per il punto medio M di una corda PQ di un cerchio si conducono due altre corde AB e CD e le corde AD e BC intersecano PQ rispettivamente in R e S, allora M risulta il punto medio di RS.